# 이시카와 다쿠보쿠
이시카와 다쿠보쿠(일본어: 石川啄木)(1886년 2월 20일 ~ 1912년 4월 13일)는 일본 메이지 시대의 시인 겸 문학평론가이다. 본명은 이시카와 하지메(일본어: 石川 一)이다.

## 생애

### 모리오카에서
이와테현에서 조코지(常光寺)의 주지였던 이시카와 잇테이(石川一禎)의 맏아들로 태어났다. 1887년, 아버지가 시부타미(渋民) 마을에 있는 호토쿠지(宝徳寺) 주지로 자리를 옮기면서 다쿠보쿠의 집도 그 곳으로 이사갔다. 소학교 때부터는 모리오카시내에 거주하였고, 모리오카 중학교로 진학하였다. 중학교에서 그는 나중에 아내가 되는 호리아이 세쓰코(堀合節子)와 친구 오카야마 후이(岡山不衣), 긴다이치 교스케(金田一京助)와 알게 되었다.

## 간접 일화
조선민주주의인민공화국의 시인 백기행이 그의 시를 매우 좋아하여 일제강점기 말기에 석(石)이라는 이름을 붙여 백석(白石)이라는 필명을 사용하였다.

## 한국어 번역
- 엄인경 옮김, 《한 줌의 모래》, 필요한 책, 2017년 5월 18일, ISBN 9791195871926
- ″《이시카와 다쿠보쿠 단카집》(한 줌의 모래와 슬픈 장난감), ″, 2021년 9월 16일, ISBN 9791190406093